# Jacobo Balde

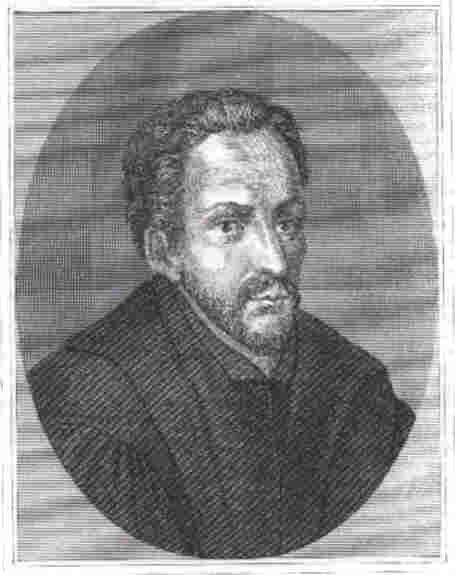
Jakob Balde

Juan Jacobo Balde, también conocido como Jacques Baldé o Jakob Balde, (Ensisheim, Alsacia, 3 de enero de 1604-Neuburg an der Donau, 9 de agosto de 1688) fue un poeta jesuita alemán.
Por su estilo barroco Sigmund von Birken le puso el nombre de Horacio alemán.
Estudió en la escuela de los jesuitas de Ensisheim y más tarde filosofía y derecho en Ingolstadt, Baviera cuando la Guerra de los treinta años. Fue profesor de retórica en las universidades de Munich e Innsbruck y de 1638 a 1640 fue prosélito de la corte bávara de Maximiliano I, duque y elector de Baviera en Munich, más tarde decidió emigrar, primero a Landshut, luego a Amberg y en 1654 a Neuburg an der Donau.

## Obras
- De vanitate mundi (1636)
- Batrachomyomachia (1637)
- Agathyrsus (1638)
- Epithalamion (1635)
- Le prix de l'honneur (1638)
- Lyrica-epodi (1643)
- Sylvae (1643)
- Agathyrsus teutsch (1647)
- Medicinae gloria (1651)
- Jephtias (1654)
- Satyra contra abusum tabaci ( 1657)
- Torvitatis encomium, mit dissertatio de studio poetico (1658)
- Solatium podagricorum (1661)
- Urania victrix (1663)